# Esecuzione capitale extragiudiziale
Un'esecuzione capitale extragiudiziale o arbitraria è l'omicidio di una persona da parte di autorità governative o di individui senza alcun previo procedimento giudiziario, a differenza di un'esecuzione sommaria che avviene senza equo processo (oppure dopo un processo farsa).

## Concetto
L'esecuzione capitale da parte di agenti dello Stato è considerata stragiudiziale quando non rientra nei seguenti parametri:
- legittima difesa;
- in combattimento all'interno di un conflitto armato;
- l'uso razionale necessario e proporzionato della forza per far rispettare la legge;
- a causa di imprudenza, negligenza o violazione del regolamento.

I principi per la prevenzione delle esecuzioni capitali extragiudiziali sono stati adottati il 15 dicembre 1989 dall'Assemblea Generale dell'Organizzazione delle Nazioni Unite ai sensi dell'art. 3 della Risoluzione 44 / 162 che ha fatto propria la Raccomandazione enunciata nell'Annesso della Risoluzione del Consiglio economico e sociale 1989/65 del 24 maggio 1989.
Questi principi stabiliscono anche le responsabilità che uno Stato deve assumersi per prevenire tali omicidi che sono: stabilire divieti legali su tali esecuzioni, evitarle garantendo il controllo sui funzionari autorizzati dalla legge a usare la forza e le armi da fuoco, garantire la protezione delle persone che sono in pericolo di subire tali esecuzioni e vietare ai funzionari superiori di autorizzazione o istigazione di essi.

## Casistica
Le uccisioni stragiudiziali colpiscono spesso personaggi politici, sindacali, dissidenti, religiosi e attivisti di spicco. Ciò avviene spesso attraverso un omicidio mirato perpetrato nell'ottica del magnicidio, ovvero per la decapitazione del vertice di una organizzazione o di un movimento politico ostile al governo; quando colpisce soggetti ritenuti una minaccia alla sicurezza dello Stato, si vale della licenza di uccidere accordata all'entità governativa - in totale violazione dello Stato di diritto - al soggetto esecutore materiale di quella che si rivela una vera e propria pena capitale illegittimamente inflitta.
Tuttavia, in alcune aree del globo, avvengono uccisioni stragiudiziali contro criminali comuni od esponenti della criminalità organizzata, perpetrate da squadre della morte: nei casi in cui non è un mascheramento delle forze dell'ordine, questa forma di “giustizia fai da te” (o giustizia privata) in realtà esprime l'affievolimento della primaria responsabilità dello Stato sovrano, cioè il monopolio della forza, e come tale avviene in condizioni di dissolvimento della pubblica autorità.

### Signature strike
I signature strike sono esecuzioni capitali eseguite in genere per mezzo di droni armati la cui vittima è stata individuata tramite algoritmi di intelligenza artificiale. Diversi errori di bersaglio le hanno rese estremamente controverse.

## Diritto internazionale
Quando le uccisioni stragiudiziali sono "condotte come parte di un ampio e sistematico attacco contro la popolazione civile" nel perseguimento di una politica dello Stato "di attacco contro presunti criminali", la Corte penale internazionale ha radicato la sua giurisdizione ai sensi dell'articolo 7, paragrafo 1, lettere f) e g) dello Statuto di Roma (crimini contro l'umanità).